# Microstigmata geophila
Espèce
Synonymes
- Microstigma geophilum Hewitt, 1916

Microstigmata geophila est une espèce d'araignées mygalomorphes de la famille des Microstigmatidae.

## Distribution
Cette espèce est endémique du Cap-Oriental en Afrique du Sud,. Elle se rencontre vers Grahamstown.

## Description
La femelle holotype mesure 9 mm.
Le mâle décrit par  en mesure 7,47 mm et les femelles de 8,0 à 9,87 mm.

## Publication originale
- Hewitt, 1916 : Descriptions of new South African spiders. Annals of the Transvaal Museum, vol. 5, no 3, p. 180-213 (texte intégral).